# ランタンバナジウム褐簾石
ランタンバナジウム褐簾石 （ランタンバナジウムかつれんせき・Vanadoallanite-(La)）とは、緑簾石グループに属するケイ酸塩鉱物の1種。[CaLa][V3+AlFe2+](Si2O7)(SiO4)O(OH) という化学組成を持ち、結晶系は単斜晶系の鉱物である。

## 概要
ランタンバナジウム褐簾石は、三重県伊勢市で2011年に、山口大学の鉱物学者永嶌真理子らにより発見された緑簾石グループの鉱物であり、2013年3月1日に新鉱物として登録された。名称は化学組成による命名規約に基づいたものである。希土類を含む鉱物の研究は秩父帯においては遅れており、ランタンバナジウム褐簾石はこの研究の過程で発見された鉱物である。

## 性質・特徴
ランタンバナジウム褐簾石は、伊勢市にまたがる秩父帯と呼ばれる付加体で発見された。ここには小規模な鉄・マンガン鉱床が存在する。ランタンバナジウム褐簾石は、この鉱床中のテフロ石 (Tephroite) 、ベメント石 (Bementite) 、菱マンガン鉱 (Rhodochrosite) を含む脈に、ほとんどは0.1mm、最大で1mmの長さの黒色から褐色の柱状結晶として産出する。特に前記のマンガン鉱物が風化してネオトス石 (Neotocite) と粘土鉱物に変化したものは比較的容易に発見される。
化学組成は [CaLa][V3+AlFe2+](Si2O7)(SiO4)O(OH) である。ランタンとバナジウムを含むため、後方散乱電子像では明るく見える。緑簾石グループの鉱物は、一般的に多種類の元素を含むため、種類の決定は難しい。初期の分析で、化学組成がランタンを含む鉄褐簾石である事がわかった。ランタン鉄褐簾石 (Ferriallanite-(La)) は2011年に発見された珍しい鉱物であるため、更に分析が進み、アルミニウムの1つがバナジウムに置換されている新種であることが分かった。正確に述べると、緑簾石グループの鉱物は [A1 A2][M1 M2 M3](Si2O7)(SiO4)O(OH) という基本組成を持ち、金属元素がAサイトに2つ、Mサイトに3つ入る。褐簾石はA1にカルシウム、M2にアルミニウム、M3に鉄を含む。そして、普通の褐簾石はA2にセリウム、M1にアルミニウムを含むが、ランタンバナジウム褐簾石はA2にランタン、M1にバナジウムを含む。実際、ランタン鉄褐簾石はランタンバナジウム褐簾石と組成が連続しており、肉眼的に区別することは出来ない。
なお、普通の褐簾石はウランやトリウムなどの放射性元素を含むのに対し、ランタンバナジウム褐簾石にはそのような不純物がほとんど無い。

## 産出地
2013年現在、ランタンバナジウム褐簾石は、原産地である三重県伊勢市以外では発見されていない。

## その他
組成にランタンという希土類元素を含むため、プレスリリースの少し前に発表された南鳥島の希土類元素鉱床の発見が、資源的な量に見合わないこと、産出場所の付加体の説明の例として用いられている。
ランタンバナジウム褐簾石の発見された岩石では、同じく新鉱物である伊勢鉱 (Iseite) が発見されている。発見は伊勢鉱の方が遅かったが、研究は伊勢鉱の方が早かったため、伊勢鉱が先に新鉱物として承認されている。ただし、ランタンバナジウム褐簾石と伊勢鉱とは産出は全く無関係である。